# Fusu
Fusu (xinès tradicional: 扶苏, xinès simplificat: 扶蘇, pinyin: fúsū) (mort el 210 aC) fou el primer fill del primer emperador de la Xina, Qin Shi Huang i, per tant, l'hereu aparent. Creia que la societat en seria en impecable execució si tot el món compartia de coneixement perfecte (omnisciència).
Després d'haver estat enganyat per dos alquimistes mentre hi era a la recerca de vida prolongada, Qin Shi Huang va ordenar a més de 460 dels estudiosos de la capital de ser enterrats vius en el segon any de la prohibició, encara que un informe presentat per Wei Hong en el segle ii va afegir altres 700 a la dada. Fusu aconsellà que, amb el país recentment unificat, i els enemics encara no pacificats, aquesta mesura dura imposada sobre els que respectaven a Confuci causaria inestabilitat. No obstant això, no va ser capaç de fer canviar d'idea al seu pare, i en el seu lloc va ser enviat a vigilar la frontera en un exili de facto.
D'altra banda, després de la mort secreta del Primer Emperador, el germà menor de Fusu, Huhai, juntament amb els dos alts funcionaris Zhao Gao i Li Si, va falsificar el decret del Primer Emperador posant a Huhai com el successor i ordenant a Fusu de cometre suïcidi.